# Arcidiecéze Campobasso-Boiano
Arcidiecéze Campobasso-Boiano (latinsky Archidioecesis Campobassensis-Boianensis) je římskokatolická metropolitní arcidiecéze v italské oblasti Molise, která tvoří součást Církevní oblasti Abruzzo-Molise. V jejím čele stojí arcibiskup Giancarlo Maria Bregantini, jmenovaný papežem Benediktem XVI. v roce 2007.

## Stručná historie
Diecéze v Boianu je doložena v 11. století. V raném novověku se významnějším sídlem stalo Campobasso, kam biskupové přesídlili. Roku 1927 bylo sídlo diecéze oficiálně přeneseno do Campobassa, a diecéze dostala současné jméno. Původně diecéze spadala pod metropoli v Beneventu, až roku 1973 byla povýšena na metropolitní arcidiecézi.